# Ogled Peak
Der Ogled Peak (englisch; bulgarisch връх Оглед wrach Ogled) ist ein 700 m hoher und vereister Berg im Grahamland auf der Antarktischen Halbinsel. Auf der Trinity-Halbinsel ragt er 3,66 km nordwestlich des Tintyava Peak, 12,11 km nördlich des Hochstetter Peak und 10,76 km nordöstlich des Lardigo Peak aus den nördlichen Ausläufern des Louis-Philippe-Plateaus auf.
Deutsche und britische Wissenschaftler nahmen 1996 seine Kartierung vor. Die bulgarische Kommission für Antarktische Geographische Namen benannte ihn 2010 nach der Ortschaft Ogled im Süden Bulgariens.